# Липово (Добрянский район)
Липово — деревня в Добрянском районе Пермского края России. Входит в состав Висимского сельского поселения.

## Географическое положение
Деревня расположена примерно в 16 км к северо-западу от города Добрянка, при реке Дивья, вблизи ее впадения в реку Кама. В черте деревни находятся родники, текущие в реку Дивья.
Уличная сеть
- Ключевая ул.
- Мира ул.
- Молодёжная ул.
- Советская ул.
- Трудовая ул.

## Население

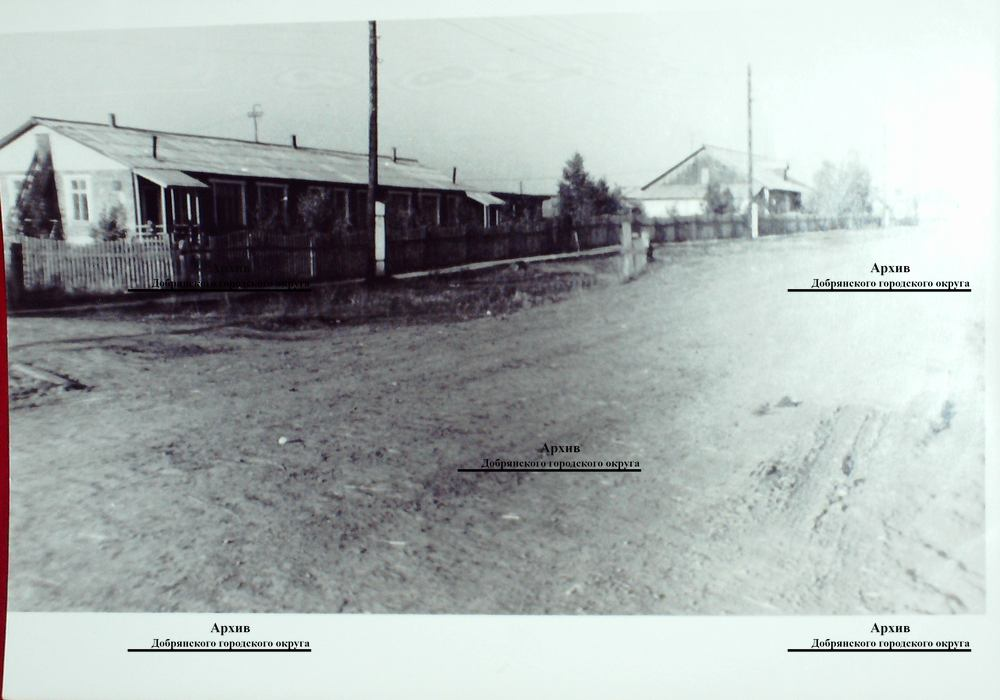
ул. Молодежная. вид на Детский сад. 1982 год

| 2010 |
| ---- |
| 264  |

## История

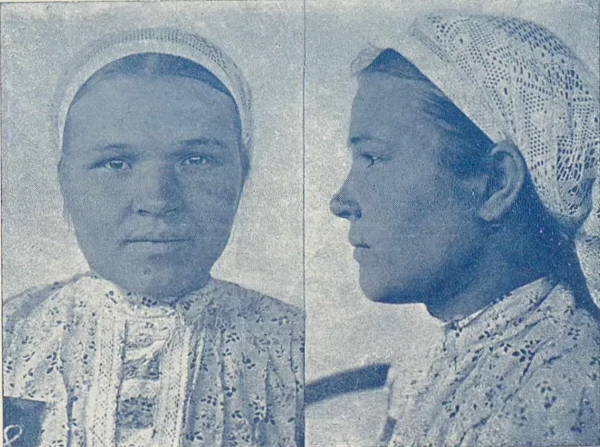
Крестьянка Дивьинской волости, 24 года. 1914 год. Фото Б.Н. Вишневского

Деревня известна с 18 века (ПГМ Пермского уезда 1790 г.). На то время имелось две деревни — Малая Липовая и Большая Липовая, разделенные логом, которые впоследствии стали единой деревней Липово. Обе деревни входили в состав Дивьинской волости. Местные крестьяне принадлежали помещикам Строгановым и занимались преимущественно хлебопашеством. В 1869 году в деревне насчитывалось 38 жителей мужского пола и 55 женского, при общем количестве дворов - 15.
Летом 1914 г. среди крестьянского населения Пермского уезда Борисом Николаевичем Вишневским проводились антропологические исследования, в ходе которых были измерены рост, длина и ширина головы, определялись цвет глаз и волос. Согласно полученным данным средний рост мужского населения Дивьинской волости составил: 169-170 см. 
В 1926 году деревню населяли 110 человек обоего пола. Липово получило статус села лишь после войны в связи с созданием здесь сельсовета. В 1964 году в деревне был образован совхоз "Добрянский", преемник колхоза "им. Кирова". Отныне село становиться крупным аграрным центром района. Работники совхоза не раз становились победителями соцсоревнований.
В 1972 году был построен новый типовой детский сад на 2 группы общей площадью 253,4. Отопление было печное, в детском саду было 14 печей.
Помимо совхоза и детского сада в селе работала школа, дом культуры и МТФ. К началу 90-х годов  в Липово имелось 137 хозяйств, численность населения достигла 430 человек. Однако начиная с 2000-х  село постепенно приходит в упадок.

## Инфраструктура
Подсобное личное хозяйство, продуктовый магазин, почтовое отделение.

## Транспорт
Остановка общественного транспорта «Липово». Из Добрянки ходят (на август 2020) автобусные маршруты 168, 169, 179.

## Топографические карты
- Лист карты O-40-53 Доьрянка. Масштаб: 1 : 100 000. Издание 1977 г.